# Jakovici
Jakovici (en italien : Iacovici) est une localité de Croatie située en Istrie, dans la municipalité de Tinjan, dans le comitat d'Istrie. En 2001, la localité comptait 282 habitants.

## Démographie
| 1948 | 1953 | 1961 | 1971 | 1981 | 1991 | 2001 |
| ---- | ---- | ---- | ---- | ---- | ---- | ---- |
| 423  | 417  | 309  | 287  | 272  | 242  | 282  |